# Belén Bengoetxea
Belén Bengoetxea Rementeria (Durango, 30 de diciembre de 1966) es una investigadora y profesora de la Universidad del País Vasco que ha realizado diversas investigaciones y publicaciones en materia arqueológica.

## Biografía
Nació en Durango en 1966. Es Licenciada en Historia por la Universidad de Deusto (1989), Diplomada en la Escuela Práctica de Arqueología por la Universidad de Deusto (1989), Máster en Patrimonio Histórico y Artístico por la Universidad del País Vasco (1992) y doctora en Historia por la misma universidad (2016). Su tesis doctoral titulada Arqueología Urbana y planificación de los Centros Históricos de la CAV. Análisis crítico, nuevas propuestas y perspectivas de futuro”, fue dirigida por Juan Antonio Quirós y Agustín Azcárate.
Es profesora titular de la Universidad del Departamento de Geografía, Prehistoria y Arqueología de la Universidad del País Vasco. Forma parte del Grupo de Investigación Consolidado denominado "Grupo de Investigación en Patrimonio y Paisajes Culturales (GIPYPAC)". Sus principales líneas de investigación abordadas en los últimos años han sido la Arqueología Urbana de las villas vascas, la Arqueología de la Edad Moderna, la Didáctica de la Arqueología y la Gestión y difusión del Patrimonio Arqueológico.
Coordinadora del Grado de Historia y evaluadora de Docentiaz. Ha ocupado diferentes cargos académicos, como vicedecana de Innovación Docente, Proyección Social y Euskera de la Facultad de Letras. Y ha sido miembro de la Comisión Estatutaria de Igualdad de la UPV/EHU.
Participó en la organización y en el Consejo Asesor de las I Jornadas sobre Arqueología Españpla en el Exterior que en mayo de 2014 que se publicó en la Revista de Estudios Interdisciplinares de Arqueología Anejos de Nailos. Realiza labores divulgativas y es la responsable de las Jornadas de Historia que organiza el Ayuntamiento de Durango.
Ha dirigido y coordinado diversas excavaciones urbanas en diferentes villas de la Comunidad Autónoma del País Vasco, desarrollando iniciativas de difusión del patrimonio arqueológico en trabajos que se recogen en artículos y libros colectivos. Se ha centrado principalmente en la villa de Durango, y también destacan entre sus excavaciones en las villas de Lequeitio y Ochandiano. Entre las villas alavesas analizadas destaca la de Salinillas de Buradón.
Asume el cargo de decana de la Facultad de Letras de Vitoria-Gasteiz, fundada en 1987. Hace historia al ser la primera mujer designada en la institución